# مارتن بيدرسن
مارتن بيدرسن (بالدنماركية: Martin Pedersen)‏ (9 أكتوبر 1983 بالدنمارك - ) هو لاعب كرة قدم دانمركي في مركزي الدفاع والظهير. شارك مع منتخب الدنمارك تحت 21 سنة لكرة القدم. أما مع النوادي، فقد لعب مع بي36 توشهافن ونادي أوبه ونادي سوندرييسكه ونادي فالور ونادي فايله والبورك بولدسبيلكلوب ‏ وFC Fredericia ‏ وJammerbugt FC ‏ وFC Hjørring ‏.

## وصلات خارجية
- مارتن بيدرسن على موقع قاعدة بيانات كرة القدم.إي يو (الإنجليزية)